# Selma Kurz
Selma Kurz (15 de outubro de 1874 – 10 de maio de 1933) foi uma soprano austríaca com uma brilhante técnica de colatura.

## Carreira

### Viena
Fez sua estréia com a ópera Mignon de Ambroise Thomas, no Stadttheater, em Hamburgo, no dia 12 de Maio de 1895. Ela apareceu nesse teatro e em Frankfut nas quatro teporadas seguintes. Gustav Mahler, diretor musical da Ópera da Corte Real e da Viena Imperial, ouviu Kurz em Frankfurt no fim de 1989 e perguntou se ela não gostaria de participar de uma audição em Habsburg. Ele imediatamente ofereceu a ela um contrato e ela fez sua estréia no teatro, que se tornou sua casa espiritual e artística, no dia 3 de Setembro de 1899. Seu sucesso em Viena foi total, e ela continuou se apresentando lá até o fim de sua carreira musical, trinta anos depois. O próprio Mahler, ouvindo-a cantar 
com perfeição as altas notas do Ato IV da ópera Il Trovatore (Giuseppe Verdi), sugeriu que ela estudasse o repertório de soprano de colatura. O diretor da Ópera da Corte, introduziu Kurz cuidadosamente neste repertório, começando com Rosina de Il Barbiere di Siviglia (Rossini), Oscar em Un Ballo in Maschera (Verdi), Elvira em Ernani (Verdi), Lakmé, Gilda de Rigoletto (Verdi), Violetta de La Traviata (Verdi) e por último, mas não menos importante, Lucia em Lucia di Lammermoor (Donizetti).
Teve muitos triunfos em papéis de colatura, Kurz não negligenciou seu repertório lírico. Na Ópera Estatal de Viena apresentou-se novecentas e noventa e duas vezes, mais de cem deles foram como Mimí em La Bohème de Puccini. Ela também apresentou-se nas óperas Madama Butterfly em 1907 e Der Zigeunerbaron em 1910. Ela cantou Tatiana em Eugene Onegin (Tchaikovsky) e Sophi em Der Rosenkavalier (Strauss) em 1911 e dia 4 de Outubro de 1916 ela apresentou na estréia mundial de Ariadne auf Naxos de Richard Strauss. Ela se apresentou nessa ópera trinta e seis vezes. Em Viena ela cantou papéis imagináveis das óperas de Tchaikovsky e 
Wagner. Sua última aparição em Viena aconteceu em 12 de Fevereiro de 1927, como Rosina em Il Barbiere di Siviglia (Rossini).
Sua última performance ocorreu em Setembro de 1932, no batismo de Arque-Duque Stefan, filho do Arque-Duque Anton e da Princesa Ileana da Romênia. Ela cantou Ridente de Mozart e Ave Maria de Bach e Gounod.

### Carreira fora de Viena
Fora de Viena, Selma Kurz apareceu com muito sucesso em óperas e concertos na Grande Ópera em Paris, Ópera Princely em Monte Carlo, Roma, Salzburgo, Warsaw, Praga, Budapeste, Amsterdã, Osten e Cairo. Em Londres, ela cantou pela primeira vez em Maio de 1904 em Rigoletto, com Enrico Caruso e Maurice Renaud. No ano seguinte ela cantou Un Ballo in Maschera com Enrico Caruso e Mario Sammarco e Les Huguenots com Emmy Destinn, Caruso, Scotti, Journet e Clarence Whitehill. Ela também apareceu em Romeu e Julieta de Gounod com Charles Dalmorès. Em 1907 ela cantou pela primeira vez no Covent Garden, como Lucia di Lammermoor, com Alessandro Bonci. Ela apareceu novamente em Rigoletto, com Bonci e Sammarco e Un Ballo in Maschera com Amedeo Bassi. Ela ficou até 1924 sem retornar ao Covent Garden, mas nesse ano foi ao Royal Opera House cantar La Bohème e La Traviata. Suas aparições em Londres foram um sucesso.

### Últimos anos
Em 1910 Selma Kurz casou-se com o ginecologista de reputação mundial, Professor Dr. Joseph Halban, que se tornou cavaleiro do Império. Tiveram dois filhos: Desirée e Georg. Morreu em 10 de maio de 1933, em Viena.